# Kaysone Phomvihane
Kaysone Phomvihane (em lao, ໄກສອນ ພົມວິຫານ; Savannakhet, 13 de dezembro de 1920 — Vientiane, 21 de novembro de 1992) foi um político laosiano, líder do Partido Popular Revolucionário do Laos desde 1955 até sua morte.  
Antes de completar seus estudos, Phomvihane deixou a universidade para se juntar ao Pathet Lao. Em 1955, ele protagonizou a organização do Partido Popular Revolucionário do Laos, em Sam Neua, no norte do país, tornando-se efetivamente o líder do Pathet Lao - embora o "Príncipe Vermelho", Souphanouvong, detivesse essa posição oficialmente. Após a vitória do Pathet Lao, Phomvihane tornou-se  primeiro-ministro  (1975-1991) e, em seguida, Presidente do seu país| (1991-1992), falecendo no exercício do mandato. A importância de Phomvihane para o Laos é comparável à de Ho Chi Minh, para o Vietnam, ou à de Fidel Castro, para Cuba.